# San Antonio (Morona Santiago)
San Antonio ist eine Ortschaft und eine Parroquia rural („ländliches Kirchspiel“) im Kanton Limón Indanza der ecuadorianischen Provinz Morona Santiago. Die Parroquia besitzt eine Fläche von 805,03 km². Die Einwohnerzahl lag im Jahr 2010 bei 2157.

## Lage
Die Parroquia San Antonio erstreckt sich quer über die Cordillera del Cóndor und reicht im Westen bis zur Ostflanke der Cordillera Real. Die Längsausdehnung in NW-SO-Richtung beträgt 50 km. Der Río Zamora durchquert den Westen des Areals in nordöstlicher Richtung und trifft an der nördlichen Verwaltungsgrenze auf den Río Namangoza und vereinigt sich mit diesem zum Río Santiago. Letzterer fließt ein Stück entlang der nördlichen Verwaltungsgrenze nach Osten. Der Río Coangos, ein rechter Nebenfluss des Río Santiago, entwässert den Osten der Parroquia nach Norden. Der etwa 850 m hoch gelegene Hauptort San Antonio, auch als San Antonio Centro bekannt, befindet sich im Westen der Parroquia 7 km südlich vom Kantonshauptort General Plaza.
Die Parroquia San Antonio grenzt im westlichen Norden an die Parroquias General Plaza und Santa Susana de Chiviaza, im Nordosten an die Parroquia Santiago (Kanton Tiwintza), im äußersten Südosten an Peru, im östlichen Süden an die Parroquia San Juan Bosco (Kanton San Juan Bosco), im westlichen Süden an die Parroquia San Miguel de Conchay sowie im Westen an die Parroquia Indanza.

## Orte und Siedlungen
In der Parroquia gibt es neben dem Hauptort San Antonio folgende Comunidades:
- La Victoria
- Maikivants
- San Jorge
- San Juan
- Tserem
- Warintz
- Yanguza